# Piedra judaica
Se llama piedra judaica a una petrificación muy común en varias partes de España.
Se le dio este nombre porque las primeras se encontraron en Judea, donde más abundan. No obstante existen también en Siria y el Mediterráneo oriental y entonces les suelen dar el nombre de los lugares de donde vienen.
Es ovalada, de media a una pulgada de largo, puntiaguda por uno de sus extremos y por el otro acompañada de un piececillo de color algunas veces blanco, otras gris y muy a menudo rojizo. Las hay enteramente lisas y otras están cubiertas de puntas o rayas pequeñas que la atraviesan de una a otra punta, trazadas con tanta industria, que a la sola vista se creería que el arte tenía parte en la formación de esta labor. 
Muy dura, si se quiebra aparece reluciente y de un blanco grisáceo.
Tiene uso en Medicina.